# Chequia en el Festival de la Canción de Eurovisión 2023
Chequia participará en el LXVII Festival de la Canción de Eurovisión, que se celebrará en Liverpool, Reino Unido del 9 al 13 de mayo de 2023, tras la imposibilidad de Ucrania de acoger el concurso por la victoria de Kalush Orchestra con la canción «Stefania». La Česká televize (ČT) (Televisión Checa en español), radiodifusora encargada de la participación checa en el festival, decidió mantener el sistema de selección utilizado el año anterior, organizando nuevamente el Eurovision Song CZ 2023 para elegir a su representante en el concurso eurovisivo.
La final se celebró el 30 de enero de 2023, siendo la primera vez en 15 años que el país celebra una gala televisada en vivo, así como la primera vez para el formato actual de preselección. Las ganadoras de la gala fueron anunciadas una semana después, el 7 de febrero, siendo declaradas representantes de Chequia el grupo Vesna con el tema de pop/folk «My Sister’s Crown».

## Historia de Chequia en el Festival
República Checa es uno de los últimos países de Europa del Este que recientemente se han unido al festival, debutando en 2007. Desde entonces el país ha concursado en 10 ocasiones siendo uno de los países menos exitosos del festival y ausentándose del concurso desde 2010 hasta 2014 por los malos resultados obtenidos. Desde su regreso en 2015, el país logró mejorar su trayectoria dentro del festival y logrando avanzar a la final en 4 ocasiones: 2016, 2018, 2019 y 2022. El mejor resultado del país fue el sexto lugar obtenido por Mikolas Josef con la canción «Lie to me».
En 2022, el grupo checo-noruego y ganador del Eurovision Song CZ We Are Domi, terminó en 22ª posición con 38 puntos en la gran final: 5 puntos del televoto (22°) y 33 del jurado profesional (19°), con el tema «Lights Off».

## Representante para Eurovisión

### Eurovision Song CZ 2023
La cadena checa Česká televize confirmó su participación en el Festival de la Canción de Eurovisión 2023 apareciendo en la lista oficial de participantes publicada el 20 de octubre de 2022. El 2 de noviembre de 2022, la ČT abrió su periodo de recepción de candidaturas hasta el 8 de diciembre de 2022. En el reglamento publicado, se estipuló que podrían enviarse candidaturas de intérpretes checos y en el caso de los grupos, al menos uno de los integrantes principales debía tener la nacionalidad. Así mismo, el tema debía cumplir con todos los requisitos estipulados por la UER para el festival de Eurovisión. Se recibieron un total de 170 candidaturas, la mayoría de artistas y compositores checos. El 4 de enero de 2023, la cadena confirmó la organización del Eurovision Song CZ 2023 de manera televisiva en directo por primera vez desde el inicio del formato. Las cinco candidaturas finalistas fueron anunciadas el 16 de enero de 2023.

#### Candidaturas
| Artista         | Canción (Traducción)                                        | Idioma                            | Compositor(es)                                             |
| --------------- | ----------------------------------------------------------- | --------------------------------- | ---------------------------------------------------------- |
| Maella          | «Flood» (Inundación)                                        | Inglés                            | Michaela Charvátová                                        |
| Markéta Irglová | «Happy» (Feliz)                                             | Inglés                            | Markéta Irglová                                            |
| Pam Rabbit      | «Ghosting» (Ghosting)                                       | Inglés                            | Filip Vlček, Pamela Narimanian                             |
| Rodan           | «Introvert Party Club» (Club de fiestas para introvertidos) | Inglés                            | Rodan Tuka, Jan Vávra, Joe Dolman, Jeppe Engelbrecht Appel |
| Vesna           | «My Sister’s Crown» (La corona de mi hermana)               | Checo, Inglés, Búlgaro, Ucraniano | Patricie Kaňok Fuxová, Tanita Yankova, Kateryna Vatchenko  |

#### Final
La gala final tuvo lugar el 30 de enero de 2023 desde el Centro de Televisión Kavčí Hory en Praga, siendo presentado por Adam Mišík junto a Rob Lilley y James Rowe en la green room. El orden de actuación fue publicado el 24 de enero de 2023. Los cinco participantes fueron sometidas a una votación exclusiva del público, compuesta al 70% por el público internacional y el 30% por el público local. Esta votación tuvo una duración de siete días hasta el 6 de febrero, de manera online. El ganador de la votación fue anunciado en una rueda de prensa el 7 de febrero de 2023. La votación online declaró como ganadoras al grupo Vesna, con el tema pop/folk «My Sister's Crown». El tema, que combina el checo con el inglés, búlgaro y ucraniano, fue compuesto por tres de las integrantes de la banda: Patricie Kaňok Fuxová, Tanita Yankova y Kateryna Vatchenko, siendo un tema que celebra la unión de las mujeres eslavas y hace crítica de la invasión rusa de Ucrania de 2022.
| N.º | Artista         | Canción                | Televoto | Televoto      | Lugar | Total  |
| N.º | Artista         | Canción                | Nacional | Internacional | Lugar | Total  |
| --- | --------------- | ---------------------- | -------- | ------------- | ----- | ------ |
| 1   | Maella          | «Flood»                | 95       | 504           | 5     | 599    |
| 2   | Pam Rabbit      | «Ghosting»             | 1,417    | 2,799         | 2     | 4,216  |
| 3   | Markéta Irglová | «Happy»                | 184      | 825           | 4     | 1,009  |
| 4   | Vesna           | «My Sister's Crown»    | 3,501    | 7,083         | 1     | 10,584 |
| 5   | Rodan           | «Introvert Party Club» | 501      | 1,494         | 3     | 1,995  |

## En Eurovisión
De acuerdo a las reglas del festival, todos los concursantes deben iniciar desde las semifinales, a excepción del anfitrión (en este caso, Reino Unido), el ganador del año anterior, Ucrania y el Big Five compuesto por Alemania, España, Francia, Italia y el propio Reino Unido. En el sorteo realizado el 31 de enero de 2023, Chequia fue sorteada en la primera semifinal del festival. En este mismo sorteo, se determinó que participaría en la segunda mitad de la semifinal (posiciones 8-15). Semanas después, ya conocidos los artistas y sus respectivas canciones participantes, la producción del programa dio a conocer el orden de actuación, determinando que el país participaría en la decimotercera posición, después de Azerbaiyán y precediendo a Países Bajos.
Los comentarios para Chequia correrán por tercera ocasión por Jan Maxian en la transmisión por televisión.

### Semifinal 1
Vesna tomó parte de los ensayos los días 1 y 3 de mayo así como de los ensayos generales con vestuario de la primera semifinal los días 8 y 9 de mayo. Chequia se presentó en la posición 13, después de Azerbaiyán y antes de Países Bajos.
Al final del show, Chequia fue anunciada como uno de los 10 países finalistas.

### Final
Durante un sorteo previo a la rueda de prensa de los ganadores de la primera semifinal, se decidió en que mitad participaría cada finalista. Chequia fue sorteada para participar en la segunda mitad de la final (posiciones 14-26).